# Liste Basler Persönlichkeiten

In dieser Liste werden Persönlichkeiten der Schweizer Kantone Basel-Stadt und Basel-Landschaft verzeichnet. Dazu gehören im Gebiet der Kantone Geborene wie auch Persönlichkeiten, die einen wichtigen Teil ihres Lebens dort verbracht haben.

## A
- Nesa von Aarberg, Basler Franziskanerin und Begine
- Urs Allemann (1948–2024), Schriftsteller
- Alfred Altherr (1843–1918), evangelisch-reformierter Geistlicher und Schriftsteller
- Johann Amerbach (um 1440–1513), Drucker und Verleger
- Georg von Andlau, Dompropst, † 1466, erster Rektor der Universität Basel
- Hieronymus Annoni (1697–1770), Theologe und Kirchenliederdichter

## B
- Arnold Baader (1842–1888), Arzt, Gönner und Förderer
- Johann Jakob Baader (1840–1879), Arzt, Land-u. Nationalrat
- Martin Bachofen (1727–1814), Seidenband-Fabrikant und -Händler, Kunstsammler
- Natascha Badmann (* 1966), Triathletin
- Arnold von Bärenfels († 1414), Ritter und Bürgermeister
- Johannes von Bärenfels († 1495), Politiker und Bürgermeister
- Konrad von Bärenfels († 1372), Politiker und Bürgermeister
- Johann Jakob Balmer (1825–1898), Mathematiker und Physiker
- Karl Barth (1886–1968), Theologe
- Baschi (Sebastian Bürgin, * 1986), Popsänger
- Caspar Bauhin (1560–1624), Botaniker
- Hieronymus Bauhin (1637–1667), Arzt
- Johann Caspar Bauhin (1606–1685), Arzt und Botaniker
- Fritz Baumann (1886–1942), Maler
- Hermann Baur (1894–1980), Architekt
- Carl Albrecht Bernoulli (1868–1937), Theologe und Schriftsteller
- Christoph Bernoulli (1782–1863), Naturforscher und Wirtschaftswissenschaftler
- Daniel Bernoulli (1700–1782), Mathematiker und Physiker
- Hans Bernoulli (1876–1959), Architekt und Städtebauer
- Jakob I Bernoulli (1655–1705), Mathematiker und Physiker
- Johann I Bernoulli (1667–1748), Mathematiker
- Johann Jakob Bernoulli (1831–1913), Archäologe
- Melchior Berri (1801–1854), Architekt
- Emil Beurmann (1862–1951), Schriftsteller, Zeichner und Maler
- Ernst Beyeler (1921–2010), Galerist und Stiftungsgründer
- Oskar Bider (1891–1919), Flugpionier
- Franz Biffiger (1939–2023), Architekt und Jazzmusiker
- Trinette Bindschedler (1825–1879), Diakonisse
- Black Tiger (* 1972), Hip-Hop-Künstler
- Arnold Böcklin (1827–1901), Künstler
- Johann Joseph Bohrer (1826–1902), römisch-katholischer Geistlicher und Kanzler des Bischofs
- Edgar Bonjour (1898–1991), Historiker
- Thüring Bräm (* 1944), Dirigent und Komponist
- Rainer Brambach (1917–1983), Schriftsteller
- Philippe-Sirice Bridel (1757–1845), Autor, Heimatforscher und Geistlicher, Pfarrer in Basel
- Ernst Brenner (1856–1911), Politiker
- Isaak Bruckner (1686–1762), Geograph und Mechaniker
- Aymo Brunetti  (* 1963), Ökonom
- Emanuel Büchel (1705–1775), Zeichner und Aquarellist
- Felix Burckhardt (1906–1992), Jurist und Dichter in Basler Mundart (Pseudonym Blasius)
- Hans Balthasar Burckhardt (1676–1740), Unternehmer und Politiker
- Jacob Burckhardt (1818–1897), Kulturhistoriker
- Martin Burckhardt (1921–2007), Architekt
- Burkhard von Fenis (um 1040–1107), Bischof von Basel
- Adolf Busch (1891–1952), Geiger und Komponist
- Johann Buxtorf (1663–1732), Theologe und Orientalist
- Johann Buxtorf der Ältere (1564–1629), Theologe und Sprachwissenschaftler
- Johann Buxtorf der Jüngere (1599–1664), Theologe und Orientalist
- Johann Jakob Buxtorf (1645–1704), Theologe und Orientalist
- Johann Rudolf Buxtorf (1747–1831), Theologe

## C
- Sebastian Castellio (1515–1563), Humanist
- Massimo Ceccaroni (* 1968), Fussballer
- Bernhard Christ (* 1942), Rechtsanwalt, Notar, Politiker, Übersetzer
- Arthur Cohn (* 1927), Filmproduzent
- Carlo Conti (* 1954), Politiker

## D
- David Degen (* 1983), Fussballer
- Philipp Degen (* 1983), Fussballer
- Eren Derdiyok (* 1988), Fussballer
- Jules Düblin (1895–1992), Fussballer, Präsident des FC Basel und Grossratspräsident
- Michael Düblin (* 1964), Schriftsteller
- Bernhard Duhm (1847–1928), Theologe
- Adelheid Duvanel (1936–1996), Schriftstellerin

## E
- Alice Eckenstein (1890–1984), Helferin des Roten Kreuzes während des Ersten Weltkrieges
- Werner Edelmann (1941–2023), Präsident des FC Basel
- Johann Puliant von Eptingen († 1402), Bürgermeister von Basel
- Erasmus von Rotterdam (1469–1536), Humanist
- Leonhard Euler (1707–1783), Mathematiker
- Christoph Eymann (* 1951), Politiker

## F
- Kurt Fahrner (1932–1977), Maler und Aktionskünstler
- Servatius Fanckel (* um 1450–1508), deutscher Geistlicher, Dominikaner und Definitor des Provinzialkapitels
- Roger Federer (* 1981), Tennisspieler
- Hans von Flachslanden (1412–1476), Bürgermeister und Vermittler zur Universitätsgründung
- Sebastian Franck (1499–1542), Chronist, Publizist, Geograph und Theologe
- Alexander Frei (* 1979), Fussballspieler und -funktionär
- Emil Frey (1838–1922), Politiker
- Johann Froben (um 1460–1527), Buchdrucker und Verleger

## G
- Johannes Gast (um 1500–1552), evangelischer Geistlicher und Chronist
- Max Geiger (1922–1978), evangelischer Geistlicher und Hochschullehrer
- Pamphilus Gengenbach (um 1480–1524 oder 1525), Autor von Fasnachtsspielen
- Trudi Gerster (1919–2013), Märchenerzählerin, Schauspielerin und Politikerin
- Andreas Gerwig (1928–2014), Politiker
- Max Gerwig (1889–1965), Jurist
- Shlomo Graber (* 1926), Kunstmaler, Autor, Holocaust-Überlebender
- Eduard Gruner (1905–1984), Ingenieur, Visionär von Gotthard-Basistunnel
- Gustav IV. Adolf (1778–1837), König von Schweden
- Stephan Gutzwiller (1802–1875), Politiker
- Thomas Gyrfalk (1559), Reformator

## H
- Haito (ca. 762–836), Abt des Klosters Reichenau (806 bis 823), Bischof von Basel (802 bis 823) und Berater von Kaiser Karl dem Großen
- Johann Wilhelm Haas (1698–1764), Schriftgiesser (Haas’sche Schriftgiesserei)
- Gianna Hablützel-Bürki (* 1969), Degen-Fechterin
- Parwin Hadinia (* 1965), Tänzerin und Choreografin
- Emanuel Handmann (1718–1781), Porträtmaler
- Emil Handschin (1928–1990), Eishockeyspieler
- Johann Peter Hebel (1760–1826), Dichter, Theologe, Pädagoge
- Heinrich von Thun († 1238), Bischof von Basel
- Joseph Heintz der Ältere (1564–1609), Maler
- Hans Herbst (1470–1552), Maler
- Herzog & de Meuron (Jacques Herzog und Pierre de Meuron, beide * 1950), Architekten
- Eva Herzog (* 1961), Politikerin
- Elisabeth Hetzel (1835–1908), Schweizer Schriftstellerin in Mundart
- Ludwig Theodor Heuss (* 1961), deutsch-schweizerischer Arzt und Verleger, Vorsitzender der Theodor-Heuss-Stiftung
- Albert Hofmann (1906–2008), Chemiker
- Hans Holbein der Jüngere (1497/1498–1543), Maler
- Heinz Holliger (1939), Oboist, Dirigent und Komponist
- Franz Xaver von Hornstein (1892–1980), katholischer Geistlicher, Pastoraltheologe und Hochschullehrer
- Johannes Hospinianus (1515–1575), Philosoph
- Helmut Hubacher (1926–2020), Politiker

## I
- Isaak Iselin (1728–1782), Geschichtsphilosoph

## J
- René C. Jäggi (* 1948), Unternehmer
- Arminio Janner (1886–1949), Hochschullehrer und Publizist
- Matthyas Jenny (1945–2021), Literaturaktivist
- Zoë Jenny (* 1974), Schriftstellerin
- David Joris (1501/02–1556), Täuferführer

## K
- Max Kämpf (1912–1982), Maler und Zeichner
- César Keiser (1925–2007), Kabarettist
- Eugen Keller (1880–1948), Theaterintendant, Schauspieler und Regisseur
- Michael Koch (* 1982), Schauspieler und Regisseur
- Konrad von Würzburg (zwischen 1220 und 1230–1287), Dichter
- Georg Kreis (* 1943), Historiker, ehem. Leiter des Europainstituts Basel und Präsident der Eidgenössischen Kommission gegen Rassismus
- Karl Küchlin (1864–1935), Erbauer und Direktor des Küchlin-Varieté-Theaters
- Urs Küry (1901–1976), christkatholischer Bischof

## L
- Jürg Laederach (1945–2018), Schriftsteller
- Ralph Lewin (* 1953), Politiker und Ökonom

## M
- Peter Malama (1960–2012), Politiker und Nationalrat
- Bruno Manser (* 1954, verschollen 2000), Ethnologe und Umweltaktivist
- Christoph Merian (1800–1858), Grossgrundbesitzer und Stiftungsgründer
- Emanuel Merian (1732–1818), evangelischer Geistlicher und Antistes in Basel
- Matthäus Merian (1593–1650), Kupferstecher und Verleger
- Philipp Merian (1773–1848), Philanthrop und Stiftungsgründer
- Andreas Merian-Iselin (1742–1811), Politiker
- E. Y. Meyer (* 1946), Schriftsteller
- Hannes Meyer (1889–1954), Architekt und Urbanist
- Traugott Meyer (1895–1959), Schriftsteller
- Friedrich Miescher (1844–1895), Mediziner  und Professor an der Universität Basel
- Rudolf Miescher (1880–1945), Politiker und Offizier
- -minu (* 1947), Schriftsteller, TV-Moderator und Stadtoriginal
- Armin Mohler (1920–2003), Schriftsteller und Journalist
- Silvio Morger (* 1984), Jazzmusiker
- Guy Morin (* 1956), Politiker
- Johann Rudolf Moser (1827–1911), Schweizer Kaufmann und Politiker
- Elisabeth Müller (Schauspielerin, 1926) (1926–2006), Schauspielerin
- Werner Müller (* 1933), Mediziner und Professor an der Universität Basel
- Konrad Münch von Landskron († 1353), Bürgermeister von Basel
- Sebastian Münster (1488–1552), Kosmograph und Hebraist
- Stefan Mutter (* 1956), Radrennfahrer

## N
- Friedrich Nietzsche (1844–1900), Philosoph

## O
- Peter Ochs (1752–1821), Politiker
- Karl Odermatt (* 1942), Fussballspieler
- Johannes Oekolampad (1482–1531), Reformator
- Gisela Oeri (* 1955), Mäzenin
- Albert Ostertag (1810–1871), Lehrer an der Basler Mission
- Alexander Markowitsch Ostrowski (1893–1986), Mathematiker

## P
- Alfred Pauletto (1927–1985), Kunstmaler
- Johannes Petri (1441–1511), Buchdrucker
- Dieter Pfister (* 1955), Kultur- und Wirtschaftswissenschaftler
- Felix Platter (1536–1614), Mediziner
- Thomas Platter der Jüngere (1574–1628), Botaniker und Mediziner
- Adolf Portmann (1897–1982), Biologe
- Fritz Pümpin (1901–1972), Kunstmaler und Archäologe

## R
- Beat Raaflaub (* 1946), Dirigent
- Tristan Rain (* 1972), bildender Künstler
- Burkhard Werner von Ramstein († 1332), Bürgermeister von Basel
- Dora Rappard (1842–1923), Missionarin und Liederdichterin
- Alfred Rasser (1907–1977), Kabarettist, Schauspieler und Politiker
- René Regenass (1935–2024), Schriftsteller und bildender Künstler
- Tadeus Reichstein (1897–1996), Chemiker, Nobelpreisträger
- Hans Rémond (* 1932), Maler
- Adolph Rickenbacher (1887–1976), Miterfinder der E-Gitarre
- Martha Ringier (1874–1967), Schweizer Schriftstellerin
- Pierre Roques (1685–1748), evangelischer Geistlicher der Französischen Kirche in Basel
- Wibrandis Rosenblatt (1504–1564), Frau dreier Reformatoren
- Carl Roschet (1867–1925), Kunstmaler und Heraldiker
- Jacques Rossel (1915–2008), evangelischer Geistlicher und Präsident der Basler Mission
- Karl Ludwig Roth (1811–1860), Klassischer Philologe
- Trudi Roth (1930–2016), Kabarettistin und Schauspielerin

## S
- Maja Sacher (1896–1989), Stiftungsgründerin
- Paul Sacher (1906–1999), Dirigent und Mäzen
- Jörg Schild (* 1946), Politiker
- Robert F. Schloeth (1927–2012), Zoologe, erster Direktor des Schweizerischen Nationalparks
- Achilles Schlöth (1858–1904), Bildhauer
- Ferdinand Schlöth (1818–1891), Bildhauer
- Amalie Schneider-Schlöth (1839–1888), Autorin der Basler Kochschule
- Hansjörg Schneider (* 1938), Dramatiker und Romanautor
- Barbara Schneider (* 1953), Politikerin
- Christian Friedrich Schönbein (1799–1868), Entdecker des Ozons, der Schiessbaumwolle und des Prinzips der Brennstoffzelle, Basler Ehrenbürger
- Martha Schwartz (1892–1939), Kommunistin und Widerstandshelferin
- Albert Schweizer (1885–1948), Landschaftsmaler
- Paul Speiser (1846–1935), Jurist und Politiker
- Carl Spitteler (1845–1924), Schriftsteller
- Christian Friedrich Spittler (1782–1867), Begründer der Basler Mission
- Hartmann Stähelin (1925–2011), Pharmakologe und Mikrobiologe
- Hans Joachim Stoebe (1909–2002), deutscher evangelischer Geistlicher und Hochschullehrer
- Marco Streller (* 1981), Fussballer
- Moritz Suter (* 1943), Crossair-Gründer

## T
- Leonhard Thurneysser (1531–1596), Alchimist
- Hans Trümpy (1917–1989), Hochschullehrer und Volkskundler
- Hans Martin Tschudi (* 1951), Politiker, Regierungsrat
- Hans-Peter Tschudi (1913–2002), Politiker, Regierungsrat, Ständerat, Bundesrat

## V
- Lukas Vischer (1926–2008), Theologe
- Ueli Vischer (* 1951), Rechtsanwalt und Politiker

## W
- Franz Weber (1927–2019), Umweltschutzaktivist
- Mäni Weber (1935–2006), Moderator und Radioreporter
- Johannes Wendland (1871–1947), preußischer evangelischer Geistlicher und Hochschullehrer
- Samuel Werenfels (1657–1740), Theologe
- Wilhelm Martin Leberecht de Wette (1780–1849), Theologe
- Johann Rudolf Wettstein (1594–1666), Diplomat und Bürgermeister von Basel
- Urs Widmer (1938–2014), Schriftsteller
- Hans Wieland (1825–1864), Berufsoffizier
- Wolfgang Wissenburg (1496–1575), Reformator, Geograph und Hochschullehrer
- Konrad Witz (1400–1446), Maler
- Hans Wyprächtiger (1929–2006), Schauspieler

## X
- Johannes Xylotectus (1490–1526), Reformator und Kirchenlieddichter

## Y
- Hakan Yakin (* 1977), Fussballer
- Murat Yakin (* 1974), Fussballer

## Z
- Rolf Zinkernagel (* 1944), Immunologe
- Peter Zumthor (* 1943), Architekt
- Theodor Zwinger der Ältere (1533–1588), Gelehrter
- Theodor Zwinger der Jüngere (1597–1654), Pfarrer und Theologe